# The Howling Void
The Howling Void ist eine 2007 gegründete US-amerikanische Funeral-Doom-Band.

## Geschichte
The Howling Void wurde von Ryan Wilson als eines diverser Projekte gegründet. Abseits seines sonstigen musikalischen Werdegangs agiert er bei The Howling Void allein und, anders als in den an Black Metal und Grindcore orientierten Projekten wie Intestinal Disgorge oder Hordes of the Morning Star, eigenen Angaben zufolge in Form einer konzeptionellen „Meditationen über Mysterien mittels gewaltiger Funeral-Klanglandschaften.“ Wilson bezeichnet die Musik von The Howling Void als „Selbstausdruck durch Musik“ die er konstant zurückgezogen produziert. Als entsprechend hoch wird die Fülle seiner Veröffentlichungen im Verhältnis zu anderen Vertretern des Genres angesehenen.
Das erste Album Megaliths of the Abyss erschien bei dem amerikanischen Death-Metal-Label Black Plague Records. Nachkommende Produktionen wurden in Kooperation mit Firmen wie Solitude Productions, Avantgarde Music und GS Productions herausgegeben. Insbesondere die Veröffentlichungen über die populären Firmen Solitude Productions und Avantgarde Music fanden internationale Beachtung. Dabei wurden die Alben oft lobend bis durchschnittlich besprochen. Im Kern beurteilten die Rezensenten die Veröffentlichungen von The Howling Void als typische Vertretern des Genres ohne tiefe Eigenständigkeit. So urteilte Jan Wischkowski vom Webzine metal.de über Nightfall, das Album biete „Hörbares – nur bei weitem nichts Einzigartiges oder besonders Spannendes“, wohingegen Stephan Rajchl vom Webzine metal1.info The Darkness at the Edge of Dawn als „Musikalisch vielleicht noch ein Tüpfelchen zu unspektakulär, aber nichtsdestoweniger sphärisch und berührend“ beschrieb. Ähnlich beurteilte PMH in einer für Stormbringer.at verfassten Rezension Megaliths of the Abyss mit der Einschätzung „Fans von Skepticism, Thergothon oder Evoken dürf[t]en hier mehr als nur einen kurzen Abstecher riskieren – wenngleich THW noch nicht ganz die Klasse dieser FuneralDoom-Meister“ erreiche.

## Konzept
In einem Interview mit dem Webzine metal1.info beschreibt Wilson die Musik von The Howling Void als „Teil [s]eines Selbst“ und „Reflektion eines großen Teils [s]einer Persönlichkeit“ sowie als „eine Art Therapie.“ Die Melancholie und Naturverbundenheit ergebe sich hierbei aus den initialen Grundgedanken der Musik.

„Es geht im Allgemeinen darum, isoliert, abgeschottet und in einer Endlosschleife aus Elend und Sinnlosigkeit gefangen zu sein. Also ja, sehr melancholisch. Um diese Gefühle zu vermitteln, greife ich auf Naturmetaphern zurück.“

## Stil
Das Webzine Doom-Metal.com beschreibt The Howling Void als „unglaublich langsame und trauernde Funeral-Doom-Band mit einer immensen, mittels Synthesizer generierten, Atmosphäre.“ So sei ein wesentliches Merkmal der Musik das Potential düstere Emotionen wie Traurigkeit, Trauer und Depression hervorzurufen. Als Vergleichsgröße werden Genre-Vertreter wie Tyranny und Until Death Overtakes Me angeführt. Als wesentliche Einflüsse für die mit The Howling Void gespielte Musik nennt Wilson Funeral-Interpreten wie Shape of Despair und Thergothon, aber ebenso Emperor,  Sunn O))) und Arvo Pärt, Interpreten die unterschiedlichen Stilen zugeordnet werden. Ziel der Musik sei es „eine möglichst vereinnahmende Atmosphäre zu erschaffen“.
Die Instrumentierung wird als dem Genre entsprechend beschrieben. So „spielt sich das meiste in den unteren Tempobereichen ab und auch die wuchtigen Rhythmusgitarren, die immer wieder wie meterhohe Wellen über die anderen Instrumente hereinbrechen, kennt man so bereits“. Als Alleinstellungsmerkmal im Genre werden allemal „wabernde und pulsierende Keys und Gitarrenleads“ benannt sowie „die getragenen, melancholischen Leadmelodien und die ausgedehnten Clean-Gitarren-Arrangements.“ Der Gesang variiert zwischen Klargesang, der auf einigen Alben umfassend präsentiert wird und gutturalem Growling früherer Veröffentlichungen.

„Ich habe auf den ersten paar Alben Growls eingesetzt, habe mich dann aber aus verschiedenen Gründen dazu entschieden, meinen Gesangsstil zu ändern. Erstens wollte ich der Musik eine weitere atmosphärische Schicht hinzufügen und ich hatte das Gefühl, dass ich das dadurch erreichen könnte, indem ich die Stimme als ein weiteres gestimmtes Instrument einsetze. Zweitens habe ich eine Art Phobie entwickelt, dass ich mir meine Stimmbänder beschädigen und dadurch meine Kehle verletzen könnte. Das ist wohl irrational, aber ich schätze, so ist nun mal die Natur einer Phobie.“

## Diskografie
- 2009: Megaliths of the Abyss (Album, Black Plague Records)
- 2010. Shadows over the Cosmos (Album, Solitude Productions)
- 2012: The Womb Beyond the World (Album, Solitude Productions)
- 2013: Runa (EP, Avantgarde Music)
- 2013: Nightfall (Album, Solitude Productions)
- 2016: The Triumph of Ruin (Album, Avantgarde Music)
- 2017: The Darkness at the Edge of Dawn (Album, Avantgarde Music)
- 2018: Ravens of the Burning God (Split-EP mit Nyss, Avantgarde Music)
- 2019: Bleak and Everlasting (Album, Avantgarde Music)
- 2019: Excantation/The Howling Void (Split-EP mit Excantation, GS Productions)
- 2023: Into Darkness Ever More Profound (Album, Funere)
- 2025: The Glow of a Distant Fire (Album, Solitude Productions)
- 2025: Advaita (Download-EP, Selbstverlag)